# Epharmottomena tenera
Epharmottomena tenera är en fjärilsart som beskrevs av Brandt 1939. Epharmottomena tenera ingår i släktet Epharmottomena och familjen nattflyn. Inga underarter finns listade i Catalogue of Life.